# Château de Polibino
Le château de Polibino est un château palladien de la fin du XVIIIe siècle en Russie. Il se trouve à Polibino dans l'oblast de Lipetsk sur la rive droite du Don. Ce château appartenait à la famille Netchaïev

## Description
Le milieu de la demeure de maître est de style palladien avec son portique tétrastyle du côté du parc. Elle donne sur un parc à l'anglaise, un jardin d'agrément avec une cascade d'étangs. Le domaine comprend aussi un manège, des écuries et divers bâtiments fonctionnels. Certains bâtiments sont préservés en partie dans ce qu'il reste du parc.
Jusqu'à la Révolution d'Octobre, la demeure abritait le premier musée consacré en Russie à la bataille de Koulikovo qui avait été formé par Stepan Netchaïev (1792-1860). Celui-ci se passionnait pour cette bataille et faisait œuvre d'historien et d'archéologue. Il était Oberprokuror de Saint-Synode, sénateur, conseiller secret, et surtout se piquait d'histoire et de poésie. Il fit ériger une colonne de trente mètres en mémoire des combattants de Koulikovo et organisa le financement de l'église Saint-Serge-de-Radonège construite sur le champ de bataille. 

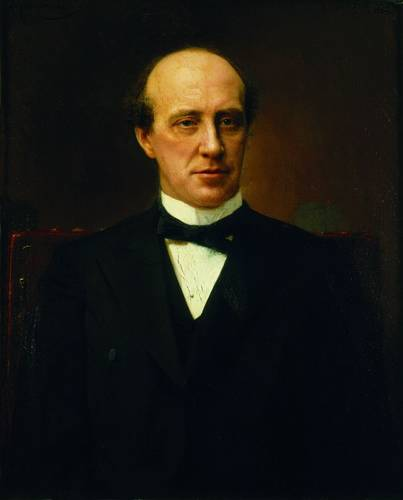
Youri Netchaïev-Maltsov (1834-1913)

Le fils de Stepan Netchaïev, Youri Netchaïev-Maltsov (1834-1913), hérita du domaine. Ce fut un mécène important de son époque qui fit don de deux millions de roubles sur les deux millions six-cent-mille nécessaires à la construction du musée Pouchkine de Moscou.
Son apport fut colossal: c'est grâce à lui que furent édifiés les murs de marbre et de granite, la colonnade de marbre blanc de la façade d'honneur, le portique décoré de frises et d'œuvres de Salemann. Il finança l'escalier d'honneur et fit copier les mosaïques de la basilique Saint-Marc de Venise, etc.

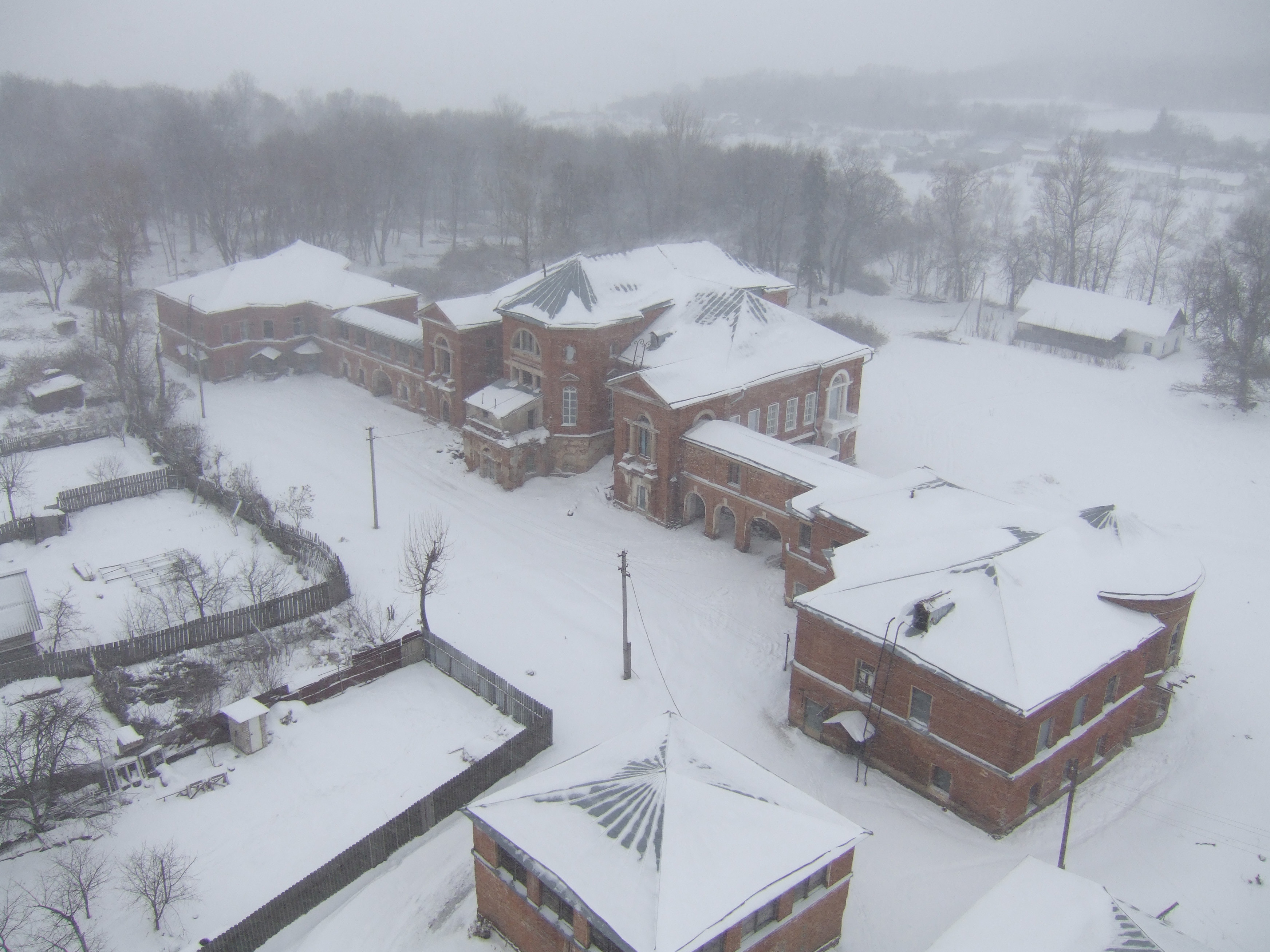
Vue en hiver.

Il invitait dans sa demeure de Polibino des écrivains comme Léon Tolstoï, des artistes comme Répine, Aïvazovski, Korovine, Polenov, Vasnetsov, Alexandre Benois, des intellectuels comme Ivan Tsvetaïev, Olga Knipper (épouse de Tchekhov), ou la poétesse Anna Akhmatova. 
Un décret du conseil des ministres de la RSFSR du 4 décembre 1974 classe l'ensemble y compris le parc et la tour hyperboloïde dans la catégorie d'importance fédérale en tant que patrimoine architectural sous la sauvegarde de l'État.